# Sting 'Em Sweet
Sting 'Em Sweet è un cortometraggio muto del 1923 diretto da Herman C. Raymaker.

## Produzione
Il film fu prodotto dalla Century Film.

## Distribuzione
Distribuito dall'Universal Pictures, il film - un cortometraggio in due bobine - uscì nelle sale cinematografiche USA il 10 gennaio 1923.